# 克謝尼婭·潘泰列耶娃
克謝尼婭·亨納迪伊芙娜·潘泰列耶娃（烏克蘭語：Ксенія Геннадіївна Пантелєєва，羅馬化：Kseniia Hennadiivna Pantelieieva，又譯彭迪耶伊娃；1994年5月11日—），乌克兰击剑运动员。曾参加了2012年夏季奥运会女子重剑比赛，但在第二轮中被击败。她是2015年莫斯科世界击剑锦标赛团体赛铜牌得主。
畢業於利沃夫国立体育大学。